# 约翰·莱斯利
约翰·莱斯利爵士（英語：Sir John Leslie，1766年4月10日—1832年11月3日），苏格兰物理学家和数学家，第一个制造出人造冰的人。1802年他对毛细作用第一次做出了与现代理论一致的解释。两年后发表了《热的性质和传播实验研究》一文。

## 扩展阅读
- Olson, Richard G. . American Journal of Physics. 1969, 37 (2): 190–194. Bibcode:1969AmJPh..37..190O. doi:10.1119/1.1975442.